# ウィ・キャント・ゴー・ホーム・アゲイン
『ウィ・キャント・ゴー・ホーム・アゲイン』（We Can't Go Home Again）は1971年から1976年にかけて製作されたアメリカ合衆国の映画。映画監督のニコラス・レイが当時講師をつとめていたニューヨーク州立大学ビンガムトン校の学生たちと作り上げた自主映画である。未完成版が1973年のカンヌ国際映画祭で上映され、レイ生誕百年にあたる2011年、最晩年の夫人スーザン・レイにより復元版が完成し、同年の東京フィルメックスで上映された。

## あらすじ
1971年、ニューヨーク州立大学ビンガムトン校の講師に就任したニコラス・レイは「映画を作ることは生きること」を標榜して、学生たちに映画を作らせる。レイと学生たちは、最初は当時の政治状況をドキュメントした映画を目指していたが、映画製作が進むうちに学生たちは内省的になっていき映画の様相が変貌していく。

## 出演
- ニコラス・レイ
- リッチー・ボック
- トム・ファレル
- スタンリー・リュー
- ジル・キャノン
- ジェーン・ヘイマン
- レスリー=ヴィン・レヴィンソン